# Crveno Brdo (Lukavac)
Pour les articles homonymes, voir Crveno Brdo.
Crveno Brdo (en cyrillique : Црвено Брдо) est un village de Bosnie-Herzégovine. Il est situé dans la municipalité de Lukavac, dans le canton de Tuzla et dans la fédération de Bosnie-et-Herzégovine. Selon les premiers résultats du recensement bosnien de 2013, il compte 1 311 habitants.

## Démographie

### Évolution historique de la population
| 1948 | 1953 | 1961  | 1971  | 1981  | 1991  | 2013  |
| ---- | ---- | ----- | ----- | ----- | ----- | ----- |
| -    | -    | 1 149 | 1 406 | 1 358 | 1 187 | 1 311 |

|  |